# Сабин, Тьерри

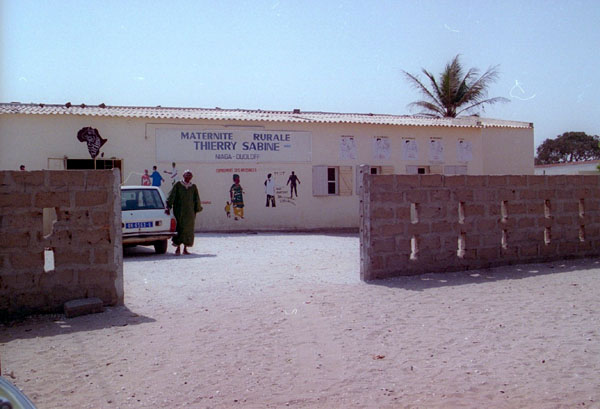
В Сенегале есть родильный дом в честь Тьерри Сабина

Тьерри́ Саби́н (фр. Thierry Sabine; 13 июня 1949, Нёйи-сюр-Сен, Франция — 14 января 1986, Мали) — французский мотогонщик, основатель и организатор ралли «Париж — Дакар».

## Биография
С 1973 по 1977 год в Африке проводилось ралли «Абиджан — Ницца». В гонке 1977 года Тьерри Сабин участвовал как мотогонщик. Во время одного из этапов он заблудился в Ливийской пустыне, южнее гор Тибести. Тьерри был найден только через три дня и чудом остался жив, благодаря тому, что его вовремя заметил с самолёта организатор гонки Жан-Клод Бертран. Это опасное приключение, а также решение Бертрана не проводить больше ралли «Абиджан — Ницца», вдохновило Тьерри на организацию собственного ралли-марафона, ещё более амбициозного и авантюрного, так и родился автомарафон со стартом в Париже и финишем в столице Сенегала Дакаре. С тех пор Тьерри посвятил свою жизнь организации ралли «Париж — Дакар».
Сабин погиб, когда его вертолёт потерпел катастрофу во время внезапной песчаной бури в дюнах в Мали. Это случилось в 07:30 во вторник, 14 января 1986 года. Также в катастрофе погибли: певец Даниэль Балавуан, пилот вертолёта Франсуа-Ксавье Банью, журналистка Натали Оден и Жан-Поль Лефур, радиоинженер французского радио RTL. Тьерри Сабин, как основатель ралли Дакар, обладал исключительным правом на проведение этой гонки. Данное право перешло к его отцу Жильберу Сабину после трагической гибели Тьерри.